# Юган Аугуст Вальберг
Юган Аугуст Вальберг (швед. Johan August Wahlberg, 9 жовтня 1810 — 6 березня 1856) — шведський натураліст.

## Біографія
Вальберг народився в 1810 році. Коли йому виповнилося 9 років, помер його батько, а через 2 роки і мати. Спочатку він брав приватні уроки, а потім вступив до гімназії в Лінчепінгу. У 1829 році він почав вивчати хімію в Упсальському університет, а через рік змінив спеціалізацію на лісівництво та сільське господарство. У 1832 році він супроводжував ентомолога Карла Генріка Богемана в його мандрівці до Норвегії. У 1833—1834 роках він подорожував по Швеції і Німеччині, виконуючи різні проекти з дослідженню лісу.
У період з 1838 по 1856 роки він мандрував по південній Африці і переслав тисячі зразків тварин і рослин до Швеції, в тому числі великих ссавців, таких як слони, носороги, жирафи, тисячі видів птахів і понад 8000 видів комах. Під час дослідження верхньої течії Лімпопо на Вальберга напав поранений слон і натураліст загинув.
Так як повідомлення про смерть ще не надійшло до Швеції, він був обраний в жовтні 1856 року членом Шведської королівської академії наук. Таким чином Вальберг став єдиним членом Академії, який був обраний після своєї смерті.

## Вшанування
Безліч видів тварин і рослин були відкриті Вальбергом і названі на його честь, в тому числі орел Aquila wahlbergi, крилан Epomophorus wahlbergi, гекон Homopholis wahlbergii, богомол Pseudocrabothra wahlbergii.